# La traviata

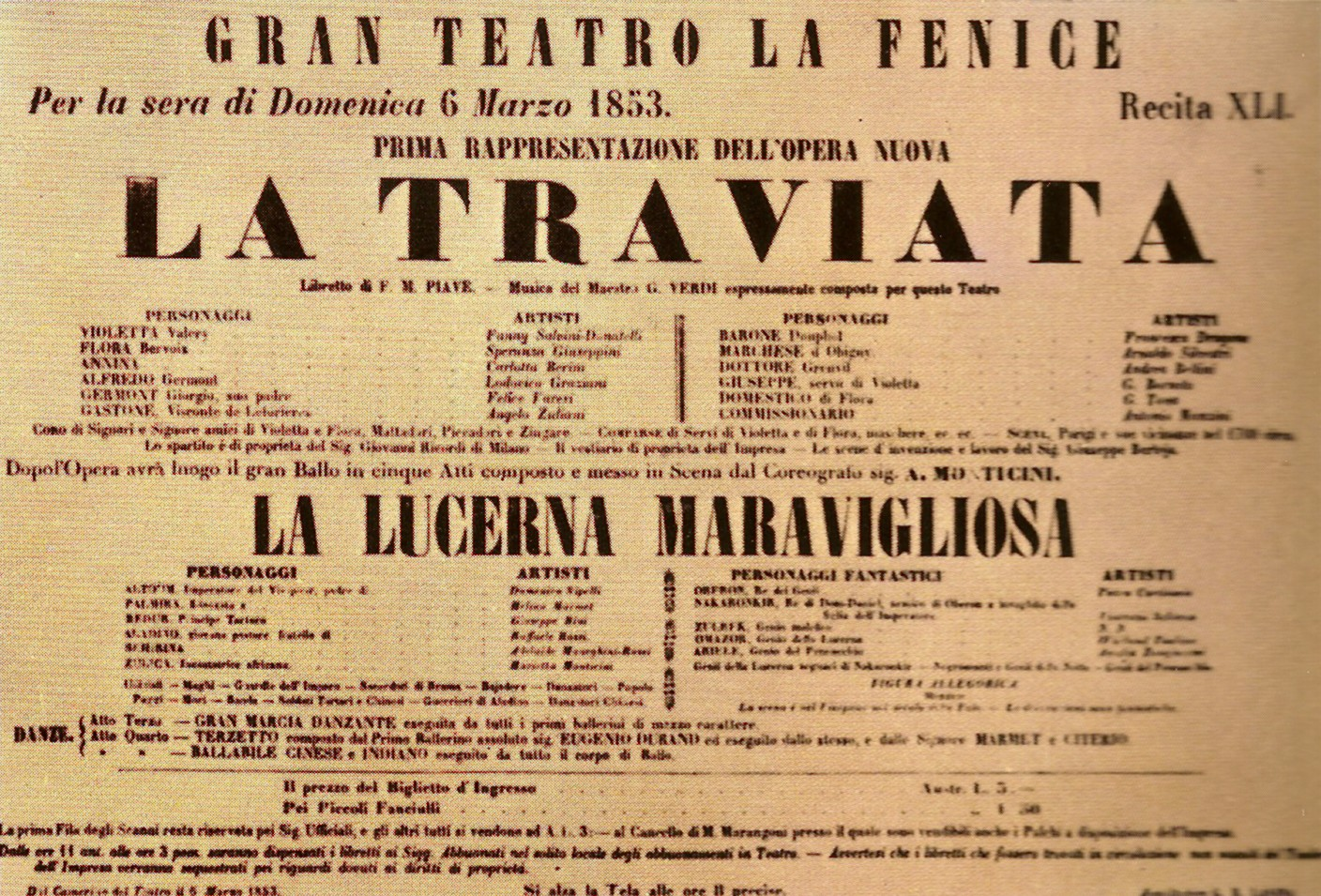
Affisch till premiären 1853.

La traviata (svenska: Den vilseförda) är en italiensk opera i tre akter av Giuseppe Verdi. Libretto av Francesco Maria Piave baserat på dramat Kameliadamen av Alexandre Dumas den yngre (1848). Operan hade premiär i Venedig den 6 mars 1853. Operans italienska titel "La traviata" betyder "Den vilseförda", vilket också var det namn som operan fick vid den svenska premiären 1868, även om den numera vanligen går under originaltiteln även på svenska.

## Den historiska "Kameliadamen"

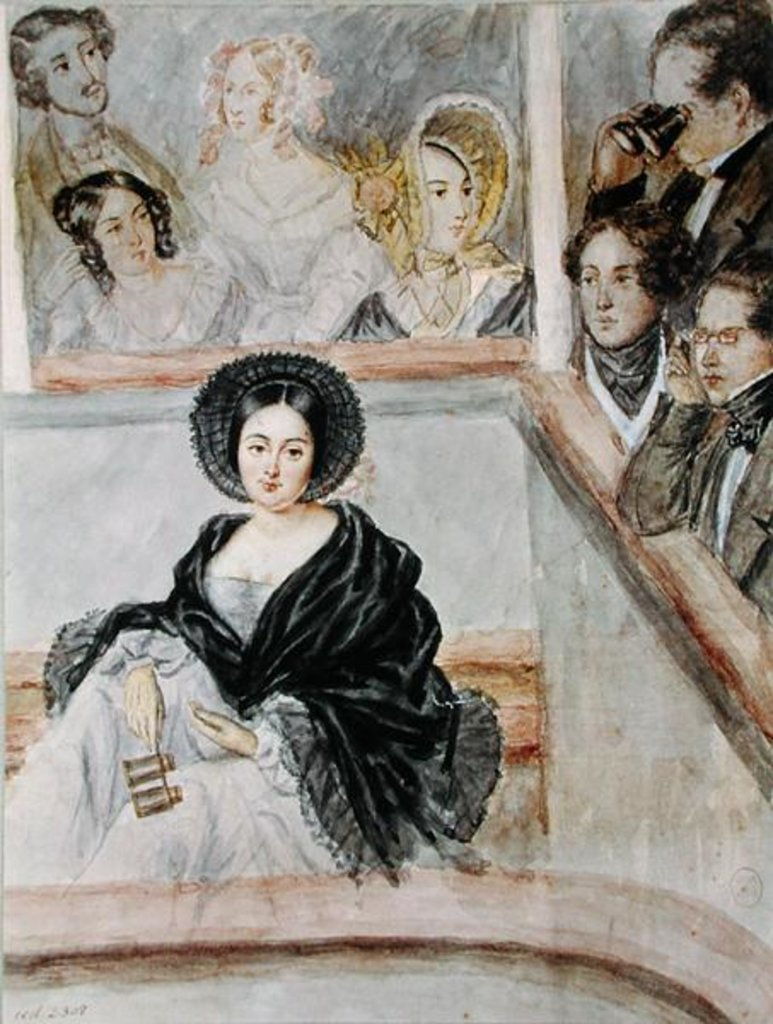
Marie Duplessis

Kameliadamen hette i verkligheten Marie Duplessis (född Alphonsine Duplessis). Hon dog 1847 i en  lungsjukdom och året därpå publicerade Alexandre Dumas d.y. sin roman, där hon fick namnet Marguérite Gautier. Femton år gammal lämnade hon sitt hem i landsorten och begav sig till Paris, där hon arbetade som sömmerska. Hennes sällsamma skönhet och äventyrslust ledde snart till att hon lämnade arbetet och istället blev kurtisan, en av de många hålldamer som under de rika aristokraternas beskydd levde under luxuösa förhållanden i det dåtida Paris. Hon hade alltid en bukett kamelior i famnen eller en kameliablomma vid barmen. Marie var lika gammal som Dumas. De var vid tiden för sitt förhållande bara 20 år gamla. Förhållandet varade i knappt ett år, från 1844 till 1845. I romanen sammanfattas orsaken till skilsmässan i en tragisk replik: 
"Kärlek Marguérite, jag är inte rik nog att älska Er, vilket jag gärna skulle vilja, men inte heller fattig nog att låta mig älskas, så som Ni tänker Er det..."

## Historia
Dumas skådespel fullbordades 1849 och uruppfördes 1852 på Théâtre de la Vaudeville i Paris. Istället för romanens skoningslösa realism gav Dumas på scenen en mer "positiv" bild av huvudpersonen, som där fick mer sympatiska drag. Verdi hade läst Dumas roman när den var helt ny och efter att ha sett en av föreställningarna i Paris beslutade han sig för att skriva en opera på ämnet. Efter att ha skisserat på La traviata lade han emellertid arbetet åt sidan och ägnade sig istället åt Trubaduren, men så fort premiären på den operan hade ägt rum i januari 1853 kastade han sig över partituret till La traviata, som han fullbordade på 45 dagar. Från början kallades operan Violetta efter huvudfiguren, men döptes senare om till sitt nuvarande namn: La traviata. 
Operan hade premiär i Venedig på teatern La Fenice den 6 mars 1853 och blev ett fiasko, inte minst på grund av sopranen Fanny Salvini-Donatelli, som ansågs för gammal och för frodig för att ge illusion av en ung, lungsjuk kvinna. 1854 omarbetade Verdi operan och förlade handlingen till 1700-talet, och därmed var succén i hamn. 
Den svenska premiären ägde rum på Stockholmsoperan den 21 februari 1868 och den iscensattes åter med premiär den 26 januari 1926, den 6 mars 1948 i nyöversättning av Sven Lindström och den 30 november 1961 i ännu en nyöversättning av Alf Henrikson.
Den sattes upp på  Göteborgsoperan med premiär den 18 april 1998 och den 10 februari 2007, på 
Folkoperan med premiär den 15 september 2000. samt vid Opera på Skäret med premiär den 1 augusti 2015.

## Dansmusiken iLa traviata
Dansmusiken har en påfallande stor betydelse i operan. Verdi lade stor vikt vid att med hjälp av moderna dansformer skildra såväl epoken och miljön som stämningen i det samtida Paris. Dansmusiken ger La traviata en omisskännlig grundfärg. Det var alltid mycket viktigt för Verdi att ge individuell prägel åt vart och ett av sina verk. Större delen av första akten, tillställningen i Violettas salong (som egentligen är en brett upplagd introduktionsscen), är uppbyggd på en rad dansvisor. Moderna dansformer, polka, galopp och framförallt valsmelodier, är förhärskande under hela scenen. I den här raden av dansmelodier kan man, förutom i den lilla scenorkestern som spelar till dans och det allmänna tumultet bland gästerna (kören), även låta de individuella små sångnumren ingå. Den mest berömda av dessa är Libiamo ("Dryckesvisan") som sjungs av Alfred och Violetta. 
Även i slutet av akten, i slutdelen av Violettas stora aria È strano... Ah fors'è lui, ger sig valsrytmen och valsmelodiken tillkänna. Även i andra akten har dansmusiken viss betydelse. Vid den stora festen i Floras residens får balett- och körinlagorna en självständig roll. Det rör sig här om danser av spanskt ursprung, som får karakteristisk klang genom tamburinen. 
Det verkliga förhärligandet kommer emellertid i andra aktens stora slutensemble, från och med nu med en katarsisk betydelse till följd av en tragisk vändning i handlingen. Den långsamma, brett upplagda valsmelodin i vilken alla de närvarande tar del blir till en apoteos av den tragiska hjältinnan, den kränkta Violetta.

## Personer
- Violetta Valéry, kurtisan (sopran)
- Flora Bervoix, Violettas väninna (mezzosopran)
- Alfredo Germont (tenor)
- Giorgio Germont, hans far (baryton)
- Gaston, vicomte de Letorières (tenor)
- Baron Douphol (baryton)
- Markis d'Obigny (bas)
- Doktor Grenvil, läkare (bas)
- Joseph, Violettas betjänt (tenor)
- Annina, Violettas kammarjungfru (mezzosopran)
- Gäster i Violettas och Floras hem och tjänstefolk (kör)

## Handling
Operan utspelas i Paris och dess omgivning omkring år 1848. Föreställningen varar omkring 2 timmar och 30 minuter.

### Akt 1. Fest i Violettas hus
Det är fest hos kurtisanen Violetta Valéry i Paris ("Libiamo, libiamo", "Drick ur din pokal"). Bland gästerna finns den unga Alfredo Germont och hans vän Gastone. Alfredo har förälskat sig i Violetta, och medan de andra gästerna dansar förklarar Alfredo sin kärlek till Violetta ("Un dì felice"). Hon ler åt hans passion och förklarar att hon bara har några månader kvar att leva (hon har tuberkulos), men hon är rörd av hans kärleksförklaring, så hon ger honom sin kamelia och säger till honom att han ska komma tillbaka när den har vissnat. Efteråt funderar Violetta på skillnaden mellan Alfredos rena kärlek och hennes sätt att leva ("Ah! fors' è lui", "Var det väl han vars bild jag såg"), men hon bestämmer sig för att gå vidare med sitt lättfärdiga liv och glömma honom ("Sempre libera", "Därför vill jag aldrig vara mer i kärleksbojor bunden").

### Akt 2

#### Scen 1. Violettas hus på landet
Violetta och Alfredo har bott tillsammans i tre månader på landet, och Alfredo sjunger om deras lyckliga liv tillsammans ("De miei bollenti spiriti", "När hennes milda öga ler"). Men Violetta har råkat i ekonomiska svårigheter, så Alfredo reser till Paris för att skaffa pengar. Medan Alfredo är borta får Violetta besök av hans far Giorgio Germont som ber henne att lämna Alfredo för familjehederns skull: på grund av deras förhållande kan Alfredos syster inte gifta sig med den man hon älskar ("Pura siccome un angelo"). Ett smärtsamt beslut för Violetta, men efter mycket vånda bestämmer hon sig för att följa faderns råd och lämna Alfredo ("Dite alla giovine"). 
Alfredo återvänder från Paris, och Violetta bedyrar att hon älskar honom ("Amami Alfredo"), men kort därpå tar hon farväl och lämnar ett brev där hon förklarar att hon saknar sitt tidigare liv. Fadern försöker trösta Alfredo och ber honom att följa med hem till Provence ("Di Provenza il mar", "Har Provance ditt barndomsland ur ditt sinne plånats ut?"). Alfredo misstänker att Violettas tidigare älskare Douphal är orsaken till att hon nu har lämnat honom, och när han hittar en middagsinbjudan från Violettas väninna Flora stärks hans misstankar. Han beger sig till Paris för att hitta Violetta. Alfredos far försöker stoppa honom, men lyckas inte.

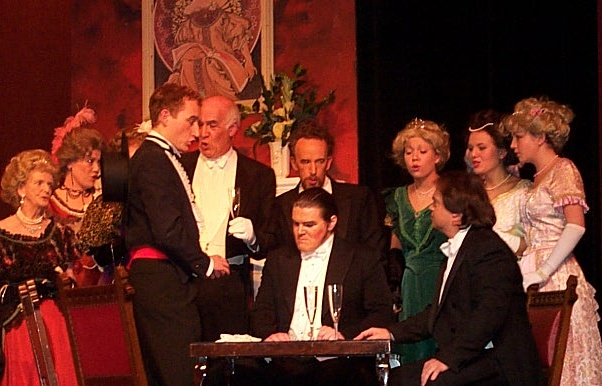
En scen från Fife Operas uppsättning av La traviata 2004.

#### Scen 2. Bal hemma hos Flora
Violetta anländer till balen tillsammans med baron Douphal. De hittar Alfredo vid ett bord för hasardspel, och när Alfredo ser dem berättar han att han är där för att hämta hem Violetta. Douphal slår sig ner vid bordet för att spela mot Alfredo, varpå Douphal förlorar och Alfredo vinner en stor summa pengar. Av rädsla för att Douphal ska utmana Alfredo till en duell ber Violetta Alfredo att lämna balen, men Alfredo misstolkar hennes önskning och vill få henne att erkänna för honom att hon älskar baron Douphal istället för honom. 
Violetta erkänner, varpå Alfredo söker de andra gästernas uppmärksamhet och förnedrar Violetta inför alla ("Questa donna conoscete?"). Han kastar sin spelvinst framför hennes fötter, och Violetta faller avsvimmad till golvet. Giorgio, som har följt efter sin son till Paris, förebrår honom för hans uppträdande, och Alfredo ångrar sig ("Di sprezzo degno, se stesso rendo"). Violetta försöker förklara sin kärlek till honom ("Alfredo, Alfredo di questo core non puoi comprendere tutto l'amore").

### Akt 3. Violettas sovrum
Violetta ligger sjuk i sin säng och läser gång på gång det brev hon har fått från Alfredos far där han erkänner att han har tagit miste på henne och böjer sig för hennes stora kärlek till hans son, han berättar att Alfredo har duellerat mot Douphal, han skriver att han har berättat för sin son att det var han som bad Violetta att lämna Alfredo, han skriver även att han skickar Alfredo för att träffa henne och be om hennes förlåtelse. Men Violetta känner på sig att det är för sent ("Addio del passato", "Farväl drömmar om lycka"). Alfredo kommer, och de smider febrilt nya planer på ett liv tillsammans ("Parigi, o cara", "Från Paris min älskling kom låt oss fara"), men det är för sent nu ("Gran Dio! morir si giovane"). När Giorgio stiger in i rummet tillsammans med en läkare ligger Violetta död i Alfredos armar.

## Hear My Song Violetta
1961 fick norske artisten Ray Adams en stor succé med sin insjungning av Hear My Song Violetta. Melodin byggde på teman ur operan och Adams version var uppdaterad till en popversion. Sången var ursprungligen från Österrike (1936) och hette då Hör Mein Lied Violetta och var skriven av Othmar Klose och Rudolf Lukesch. Frank Sinatra och Tommy Dorsey gjorde 1940 en version av sången.

## Inspelningar (urval)
- La traviata. Angela Gheorghiu, Frank Lopardo, Leo Nucci. Orchestra of the Royal Opera House Covent Garden. Georg Solti, dirigent. Decca DVD 071 431-9.[4]